# Infraröda rymdobservatoriet (ISO)
Infraröda rymdobservatoriet eller Infrared Space Observatory (ISO) var ett rymdteleskop för infrarött ljus som utformades och drivs av Europeiska rymdorganisationen (ESA), i samarbete med ISAS (en del av JAXA 2003) och NASA. ISO var utformad för att studera infrarött ljus vid våglängder på 2,5 till 240 mikrometer.
Satelliten på 480,1 miljoner euro sköts upp den 17 november 1995 från ELA-2-uppskjutningsplattan vid Guyanas rymdcentrum nära Kourou i Franska Guyana. Uppskjutningsfarkosten, en Ariane 44P-raket, placerade ISO framgångsrikt i en mycket elliptisk geocentrisk omlopp och fullbordar ett varv runt jorden var 24:e timme. Den primära spegeln i dess Ritchey-Chrétien-teleskop mättes 60 cm i diameter och kyldes till 1,7 kelvin med hjälp av superfluid helium. ISO-satelliten innehöll fyra instrument som möjliggjorde bildbehandling och fotometri från 2,5 till 240 mikrometer och spektroskopi från 2,5 till 196,8 mikrometer.

## Historia och utveckling
1983 invigdes den amerikanska-nederländska-brittiska rymdobservatoriet IRAS, som banade väg för rymdbaserad infraröd astronomi genom att utföra den första någonsin "all-sky survey" vid infraröda våglängder. Den resulterande kartan över den infraröda himlen identifierade cirka 350 000 infraröda källor som väntade på att utforskas av IRAS efterträdare. 1979 var IRAS i ett avancerat planeringsstadium och de förväntade resultaten från IRAS ledde till det första förslaget till ISO som gjordes till ESA under samma år. Med de snabba förbättringarna inom infraröd detektorteknologi var ISO att tillhandahålla detaljerade observationer för cirka 30 000 infraröda källor med mycket förbättrad känslighet och upplösning. ISO skulle utföra 1 000 gånger bättre i känslighet och 100 gånger bättre i vinkelupplösning vid 12 mikrometer jämfört med IRAS.
Ett antal uppföljningsstudier resulterade i valet av ISO som nästa avdelning för ESA:s vetenskapliga program 1983. Därefter kom ett samtal för experiment och uppdragsforskare till det vetenskapliga samfundet, vilket resulterade i valet av de vetenskapliga instrumenten 1985. De fyra utvalda instrumenten utvecklades av forskargrupper från Frankrike, Tyskland, Nederländerna och Storbritannien.
Design och utveckling av satelliten startade 1986 med Aérospatiale rymddelning (för närvarande absorberad i Thales Alenia Space) som leder ett internationellt konsortium av 32 företag ansvariga för tillverkning, integration och testning av den nya satelliten. Slutmontering ägde rum vid Cannes Mandelieu Space Center.

## Rymdobservatoriet
Den grundläggande utformningen av ISO var starkt påverkad av den av dess omedelbara föregångare. I likhet med IRAS bestod ISO av två huvudkomponenter:
- Lastmodul, bestående av en stor kryostat med teleskopet och de fyra vetenskapliga instrumenten.
- Servicemodul, stöder nyttolastmodulens verksamhet genom att tillhandahålla elkraft, värmekontroll, inställning och omloppskontroll och telekommunikation.

## Optiska teleskopet
ISO-teleskopet var av typen Ritchey-Chrétien med en effektiv ingångsöppning på 60 cm, ett brännviddsförhållande på 15 som resulterade i en brännvidd på 900 cm.

## Instrument
ISO hade en uppsättning av fyra vetenskapliga instrument för observationer i infrarött:
- Infraröd kamera (ISOCAM) – En kamera med hög upplösning som täcker 2,5 till 17 mikrometer våglängd med två olika detektorer. Som en synlig ljuskamera tar det bilder av astronomiska objekt, men bilden visar hur objektet ser ut i infrarött ljus.
- Foto-polarimeter (ISOPHOT) – Ett instrument utformat för att mäta mängden infraröd strålning som emitteras från ett astronomiskt objekt. Det mycket breda våglängdsintervallet från 2,4 till 240 mikrometer gav det här instrumentet möjlighet att se infraröda utsläpp av även de kallaste astronomiska föremålen som interstellära moln.
- Kortvågspektrometer (SWS) – En spektrometer som täcker 2,4 till 45 mikrometer våglängd. Observationer med detta instrument gav värdefull information om universums kemiska sammansättning, densitet och temperatur.
- Long Wave Spectrometer (LWS) – En spektrometer som täcker 45 till 196,8 mikrometer våglängd. Detta instrument gjorde i huvudsak samma som SWS, men tittade på mycket svalare objekt än SWS gjorde. Särskilt kalla områden mellan stjärnor studerades med detta instrument.

Alla fyra instrumenten monterades direkt bakom teleskopets primära spegel, i ett cirkulärt arrangemang, där varje instrument tog upp ett 80 graders segment av det cylindriska utrymmet. I standard operationsläge var ett instrument i primär drift.

## Avslutning av uppdraget
Vid 07:00 UTC den 8 april 1998 noterade flygkontrollen hos VILSPA en temperaturökning i teleskopet. Detta var ett tydligt tecken på att lasten av superfluid helium kylmedel hade utarmats. Klockan 23:07 UTC samma dag hade temperaturen hos de vetenskapliga instrumenten stigit över 4,2 K och vetenskapliga observationer upphörde. Några detektorer i SWS-instrumentet kunde göra observationer vid högre temperaturer och förblev i användning i ytterligare 150 timmar för att göra detaljerade mätningar av ytterligare 300 stjärnor. I månaden efter uttömning av kylvätska initierades "Technology Test Phase" (TTP) för att testa flera delar av satelliten under off-nominella förhållanden. Efter avslutad TTP sänktes perigee av ISO:s omlopp tillräckligt för att säkerställa att ISO kommer att brinna upp i jordens atmosfär i 20 till 30 år efter avstängning. ISO stängdes sedan permanent den 16 maj 1998 klockan 12:00 UTC.

## Resultat
I genomsnitt utförde ISO 45 observationer i varje 24-timmars bana. Under hela sin livstid på över 900 banor utförde ISO mer än 26 000 framgångsrika vetenskapliga observationer. De stora mängderna av vetenskapliga data som genererats av ISO var föremål för omfattande arkiveringsaktiviteter fram till 2006. Den fullständiga datamängden har varit tillgänglig för vetenskapsområdet sedan 1998 och många upptäckter har gjorts, med förmodligen många fler som fortfarande kommer:
- ISO upptäckte närvaron av vattenånga i stjärnformiga regioner, i närheten av stjärnor i slutet av deras liv, i källor som ligger mycket nära galaktiska centrum, i planets atmosfär i solsystemet och i Orion-nebulosan.
- Planetbildning upptäcktes kring gamla, döende stjärnor. Denna upptäckt motsatte sig teorier om att planetbildning endast var möjlig runt unga stjärnor.
- Vätefluoridgas upptäcktes för första gången i interstellära gasmoln.
- Den första upptäckten av de tidigaste stadierna av stjärnformation. Den pre-stellar kärnan L1689B hittades och studerades i detalj med ISO:s LWS-instrument.
- ISO upptäckte stora mängder kosmiskt damm i det tidigare tänkta tomma utrymmet mellan galaxer.
- Observationer av det mest ljusaste föremålet i universum, Arp 220, avslöjade att källan till dess enorma utsläpp av infraröd strålning är en utbrott av stjärnformation.
- Observationer med LWS-instrumentet bekräftade den tidigare upptäckten av IRAS av stora molnliknande strukturer av mycket kalla kolväten som främst strålar ut i infrarött. Dessa infraröda cirrusmoln påverkar energibalansen i hela universum och fungerar som ett slags galaktiskt kylskåp.
- ISO letade efter, och hittade flera protoplanetiska diskar: ringar eller skivor av material runt stjärnor som anses vara den första etappen av planetbildning.
- ISO pekade sina känsliga instrument på flera av planeterna i solsystemet för att bestämma den kemiska sammansättningen av deras atmosfär.